# 马休·布斯
馬菲奧·保夫（英語：Matthew Booth，1977年3月14日—），南非职业足球运动员，现效力馬摩洛迪落日。

## 國際賽生涯
他在1999年2月20日对博茨瓦纳的科薩法城堡杯賽事中首度在國際賽亮相，他至今已上陣28場比賽並取得一个進球。
由于他身材高大，所以他被认为是當與高大對手交手時最重要的球员之一。
他也參與在2000年舉行的奥运会。

## 個人生活
2006年，他與前南非小姐及国际模特兒結婚。
他们目前擁有两名儿子。

## 連結
- 官方网站
- Matthew Booth – FIFA國際賽競賽紀錄 (存檔)